# Chiesa di San Bartolomeo Apostolo (Fiumalbo)
La chiesa di San Bartolomeo Apostolo è la parrocchiale di Fiumalbo, in provincia di Modena ed arcidiocesi di Modena-Nonantola; fa parte del vicariato del Cimone.

## Storia

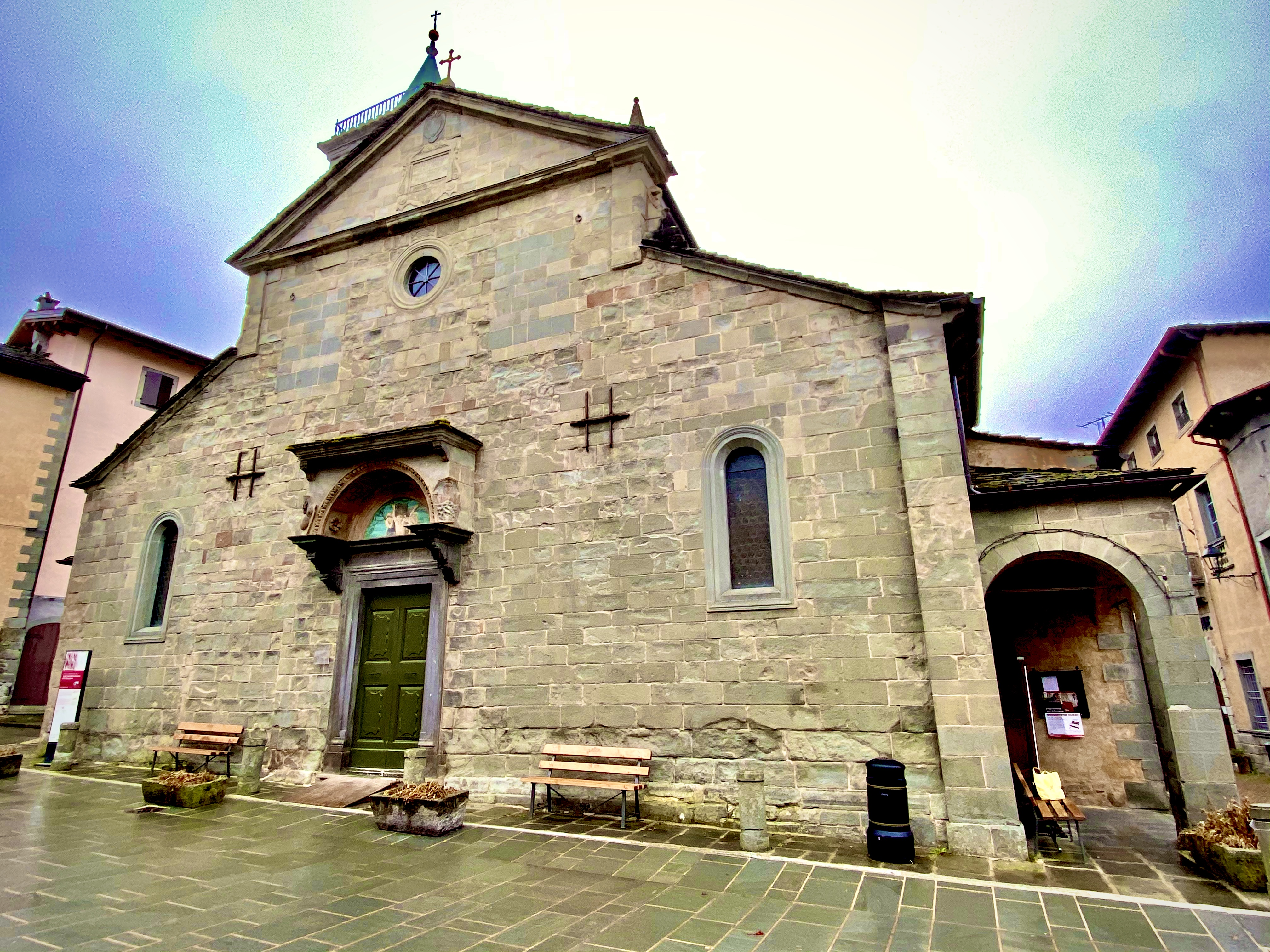
Chiesa di San Bartolomeo

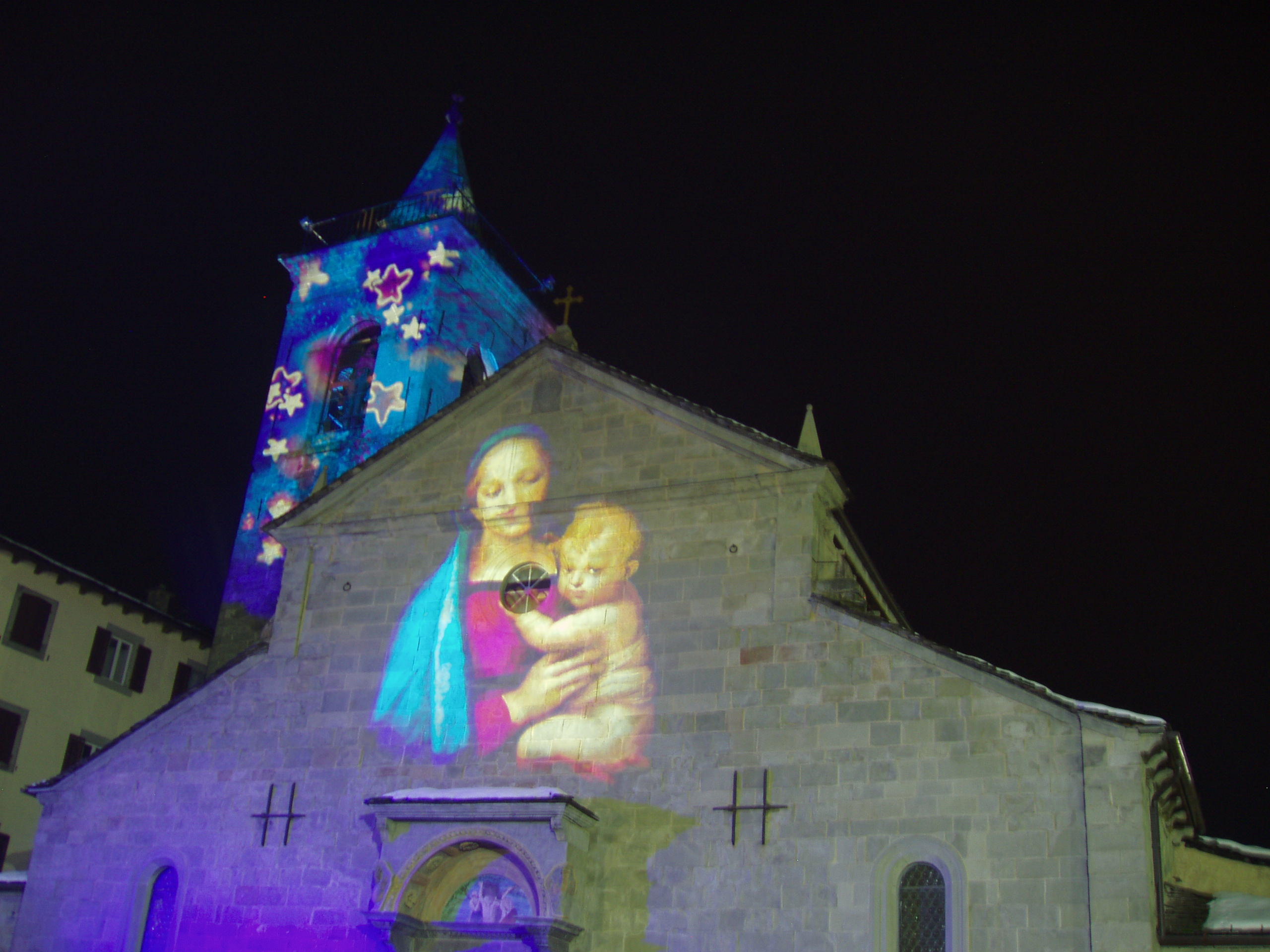
Facciata con proiezioni di Natale

La prima citazione di una cappella a Fiumalbo risale al 1197 ed è da ricercarsi in un documento in cui si attesta che gli abitanti del paese ed il curato giurarono che sarebbero rimasti fedeli alla città di Modena. Questa chiesetta fu riedificata nel 1220. Non si hanno notizie riguardo alla chiesa di Fiumalbo sino al Cinquecento.

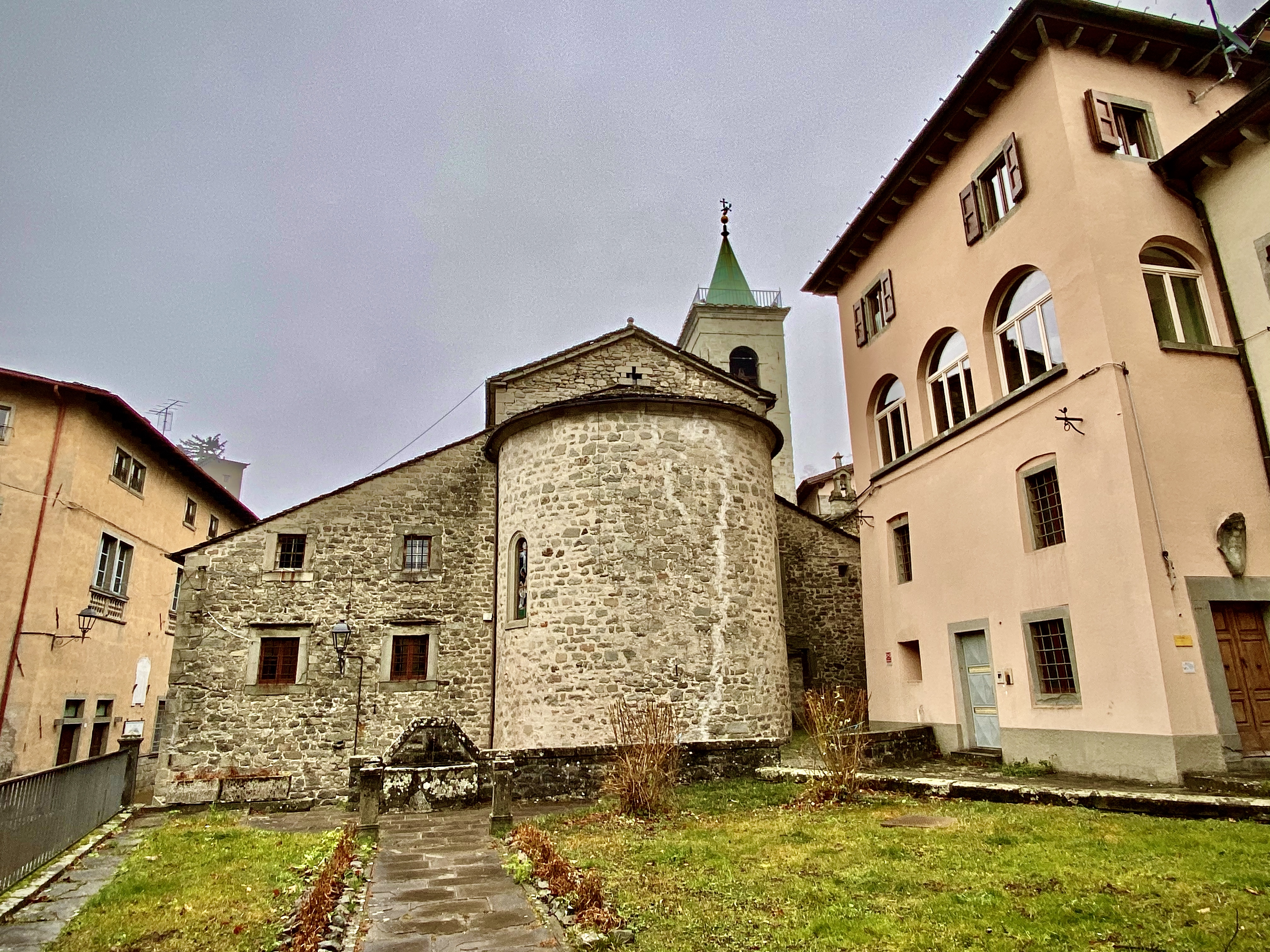
Abside della chiesa.

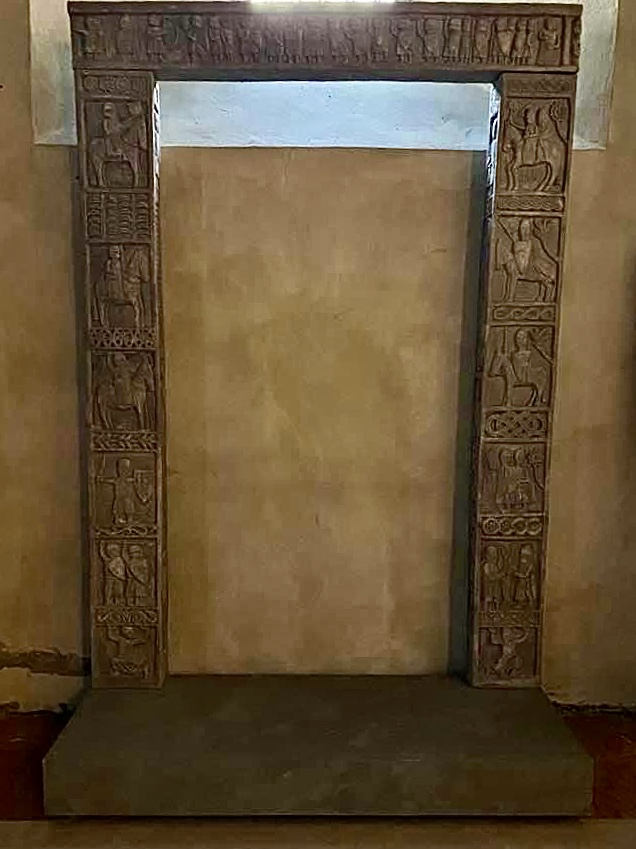
Portale con rilievi.

La nuova chiesa venne costruita perpendicolarmente a quella precedente tra il 1588 e il 1592.
L'edificio fu poi ampliato nel 1631 e nel XVIII secolo si realizzò il soffitto a cassettoni. Nel 1826 vennero innalzate otto cappelle laterali e furono ingranditi il presbiterio, il coro e parte della navata. 
Il sisma del 7 settembre 1920 danneggiò l'edificio, che nel 1926 venne ristrutturato.

## Descrizione

### Esterni
I resti dell'abside sono quelli della chiesa precedente. Il portale principale (1594) è in pietra scolpita. 

### Interni
L'interno è a tre navate. Il soffitto ligneo è barocco. Le pareti conservano tracce scolpite della chiesa precedente, tra cui dietro l'altare maggiore un altorilievo raffigurante una dama a cavallo con un guerriero, che si dice raffiguri Matilde di Canossa e il margravio di Toscana Guido Guerra, nella battaglia di Sorbara.
Qui sono conservate diverse opere di pregio, tra le quali una croce astile in argento di bottega romana realizzata nel 1747, una pala seicentesca raffigurante la Madonna col Bambino, San Giovannino e santi, eseguita dal modenese Camillo Gavasetti, la tela con soggetto il Martirio di San Bartolomeo, dipinto da Adeodato Malatesta nell'anno 1837, il quadro di un'anonima bottega toscana del Cinquecento con il Redentore, la croce astile in lamina di argento con raffigurazioni degli Evangelisti, del Crocifisso e del Padre Eterno, realizzata da Jacopo e da Antonio da Porto nel 1494 e la statua argentea della Madonna, scolpita da Paolo Borroni.